# 表と裏が異なる旗
表と裏が異なる旗（おもてとうらがことなるはた）では、表と裏のデザインが異なる旗、歴史上の旗について紹介する。
裏面が表面の完全な鏡像となる国旗はここには含まない。裏面が表面の鏡像とならず表面と同じデザインとなる国旗には、ブラジルの国旗とサウジアラビアの国旗がある。

## アルゼンチン

### サンフアン州

サンフアン州の旗

表側に州の紋章とスペイン語の「連帯と自由」の標語を、裏側には太陽をデザインした旗を1997年に制定している。

## ブルガリア

### スタラ・ザゴラ

スタラ・ザゴラの旗   3:2

1996年に制定された旗では、表側に州の紋章を、裏側に聖キリルと聖メトディウスを象徴する十字架がデザインされている。

## モルドバ

### 1990–2010年

モルドバの国旗     1:2

独立当初は隣接するルーマニアとの統合を見越して表面のみに国章をデザインした国旗を使っていたが、2010年に裏側にも国章の鏡面をデザインするものに改められた。

## パラグアイ

パラグアイの国旗    3:5

## サハラ・アラブ民主共和国

サハラ・アラブ民主共和国の旗

汎アラブ色を基に三日月と星をデザインしたものだが、表側のみで裏側にはデザインされていない。また、反対側向きに掲揚することも多いが、その場合も同じである。

## ソビエト連邦

### 1980年-1991年

ソビエト連邦の旗     1:2

1980年10月23日に裏面が無地と規定された。

## アメリカ合衆国

### アラバマ州 (1861年)

アラバマ州の旗

1861年に自由の女神を表にバラ・ガラガラヘビ・ラテン語の「不可侵なるもの」の標語を裏にしたのを制定したが、1895年に聖アンデレ十字を基にした現行のものに切り替えた。

### マサチューセッツ州 (1908–1971年)

マサチューセッツ州の旗

1901年に制式として制定された旗は、表側に弓矢を持ったアルゴンキン・ネイティブ・アメリカンを、裏側に松の木のデザインをデザインしたものだったが、1971年に裏側の松の木のデザインを外した。矢は下を指しており、平和を意味している。

### オレゴン州

オレゴン州の旗

1925年に表側に開拓馬車をあしらった紋章を、裏側にビーバーをデザインした旗を制定。今日では、両面の旗を持つ米国で唯一の州となっている。

## ナチス・ドイツ

表
裏

## 朝鮮人民軍

陸軍旗の表
陸軍旗の裏
海軍旗の表
海軍旗の裏
空軍旗の表
空軍旗の裏
戦略軍(弾道ミサイルの担当軍)旗の表
裏
特殊部隊の旗の表
特殊部隊旗の裏